# 薩爾弗斯普林斯 (印地安納州克勞福德縣)
薩爾弗斯普林斯（英語：Sulphur Springs）是位於美國印地安納州克勞福德縣的一個非建制地區。該地的面積和人口皆未知。

## 地理
薩爾弗斯普林斯的座標為38°12′43″N 86°28′30″W / 38.21194°N 86.47500°W，而該地的平均海拔高度為130米（即427英尺）。